# Nikołaj Makarow (kolarz)
Nikołaj Artamonowicz Makarow (ros. Николай Артамонович Макаров, ur. w 1958 w Ałma-Acie) – radziecki kolarz torowy, dwukrotny medalista mistrzostw świata.

## Kariera
Pierwszy sukces w karierze Nikołaj Makarow osiągnął w 1977 roku, kiedy zdobył brązowy medal w wyścigu punktowym amatorów podczas mistrzostw świata w San Crisóbal. W zawodach tych wyprzedzili go jedynie Belg Constant Tourné i Polak Jan Faltyn. Dwa lata później, podczas mistrzostw świata w Amsterdamie Makarow został mistrzem świata w indywidualnym wyścigu na dochodzenie. Zdobywał także medale mistrzostw kraju, ale nigdy nie wystąpił w igrzyskach olimpijskich.